# Курука Сергій Іванович
Сергі́й Іва́нович Куру́ка (нар. 3 вересня 1987 — пом. 27 серпня 2014) — солдат 51-ї окремої механізованої бригади Збройних сил України, учасник російсько-української війни.

## Життєпис
Народився 3 вересня 1987 року у місті Луцьку. Був одним із братів-двійнят, згодом у батьків народився ще менший син.
Після закінчення загальноосвітньої школи № 26 навчався до 2005 року у Луцькому вищому профтехучилищі № 9 за спеціальністю «Слюсар-електрик».
З 2005 по 2006 рік проходив військову строкову службу в м. Рівне як розвідник.
З 2007 по 2010 рік навчався у Володимир-Волинському агротехнічному коледжі за спеціальністю «Механізація сільського господарства», здобув кваліфікацію техніка-механіка.
З 2009 по 2014 рік працював в ТзОВ «Спайс-Луцьк».
У квітні 2014 року мобілізований до лав Збройних Сил України (51 ОМБр).
Загинув 27 серпня 2014 року в Амвросіївському районі Донецької області, поблизу селища Дзеркальне.
Був похований як невідомий в Дніпропетровську, тому тривалий час вважався безвісти зниклим. Згодом ідентифікований за експертизою ДНК серед похованих невідомих героїв на кладовищі міста Дніпра.
Перепохований 15 січня 2015 року на Алеї почесних поховань в селі Гаразджа Луцького району.
Без Сергія лишилися батьки, дружина Наталія та син Владислав 2013 р.н.

## Нагороди та вшанування
- Указом Президента України № 436/2015 від 17 липня 2015 року, «за особисту мужність і високий професіоналізм, виявлені у захисті державного суверенітету та територіальної цілісності України, вірність військовій присязі», нагороджений орденом «За мужність» III ступеня (посмертно)[4].
- 23 листопада 2015 року в комунальному закладі «Луцький НВК № 26» відбулося відкриття і освячення пам'ятних меморіальних дошок випускникам Чабанчуку Денису та Куруці Сергію[5].
- На будинку в місті Луцьку на проспекті Соборності, 26, де мешкав Сергій Курука, відкрито меморіальну дошку його пам'яті[1][6].
- Рішенням 20 сесії 7 скликання Ківерцівської міської ради від 25 липня 2017 року присвоєно звання «Почесний громадянин міста Ківерці» (посмертно)[1][2].
- За вірність військовій присязі, особисту мужність, самовідданість та героїзм, виявлені під час виконання бойових завдань в зоні проведення антитерористичної операції на Сході України, а також вагомий особистий внесок у забезпечення суверенітету і територіальної цілісності України посмертно присвоєно звання «Почесний громадянин міста Луцька» (рішення Луцької міської ради від 25 липня 2018 № 44/1)[1].
- Рішенням № 31/3 сесії 7 скликання Волинської обласної ради від 10 вересня 2020 року присвоєно звання «Почесний громадянин Волині» (посмертно)[7][8].
- Його портрет розміщений на меморіалі «Стіна пам'яті полеглих за Україну» у Києві: секція 3, ряд 3, місце 23
- Вшановується 25 серпня на щоденному ранковому церемоніалі вшанування українських захисників, які загинули цього дня у різні роки внаслідок російської збройної агресії[9]
- відзнака 51-ї ОМБр «За мужність та відвагу» (посмертно)